# 池原シーサー久美子
池原 シーサー 久美子（いけはらシーサーくみこ、本名：出花 久美子（旧姓：池原）、1984年11月8日 - ）は、日本の元女子プロボクサーである。フュチュール所属。第5代WBO女子世界ミニフライ級王者。
両親が沖縄出身で池原自身も1年間沖縄に住んでいた。リングネームに使用されている「シーサー」は事情を知らないフュチュールのトレーナーに「シーサーに似てますね」と言われたのが由来で、そのまま愛称として定着している。なお、「シーサー」のスペリングは「Shisa」であるが、Boxrecなどでは「Seeser」とつづられていた。

## 来歴・人物
大阪府・大阪市大正区出身。大阪市立小林小学校・大阪市立大正中央中学校を経て大阪府立大正高等学校卒業。
実家は居酒屋「正起屋」を経営。元プロボクサーでABCボクシングジム会長の池原正秀は叔父。従兄に大相撲力士の碧天大市。夫は柔道家、総合格闘家の出花崇太郎。

### アマチュア
もともと運動は苦手で、「走ることも苦手だった」と言うほどだった。高校卒業後はアパレル系の仕事を経て19歳の時に1年間、恩納村のホテルに務めたが、その際に勤務先の関係者や親族らに「カメー、カメー（食べろ、食べろ）攻撃」で体重が一気に増えたため、地元に戻った時に知り合いからボクシングを勧められる。叔父が経営するABCジムでボクシングを始め、2007年に全日本女子大会ライトバンタム級で初出場を果たすが、1回戦で高校生に敗退（優勝は柳瀬麻美（現・四ヶ所麻美））。
2008年の全日本大会ではライトフライ級2で初優勝。同年に中国で開かれた世界選手権にも出場を果たすが、予選で地元の選手に1ポイントも取れず敗退。
2009年の全日本大会ではピン級2で決勝まで進むが、惜しくも準優勝。同年に開かれたアジア室内競技大会にも出場するも1回戦敗退。
2010年の全日本選手権ではフライ級準決勝で藤満霞に敗れる（優勝は岩川美花）。同年バルバドスで開かれた世界選手権にも出場したが、またしても1回戦で中国の選手に敗退。
2011年の全日本選手権では準々決勝で藤満霞にまたしても敗れた（大会は東日本大震災のため打ち切り）。この頃、2012年世界ジュニア金メダリストの佐伯霞から刺激を受けて、奈良朱雀高校へ出稽古をするなど練習を変えた。
2012年の全日本選手権では1回戦でバンタム級から落としてきた箕輪綾子（現・チャオズ箕輪）に大差で敗退（箕輪はそのまま優勝）。ロンドンオリンピック出場が閉ざされたため引退を考えていたが、直後に行われたダブル女子世界戦で流れた国歌を聞き、プロ転向を決意する。

### プロ転向
フュチュールジムに所属し、2012年3月27日にC級ライセンスを取得。父からはアマチュアはOKだったが、プロは反対されていた。
2012年6月20日に大阪府立体育会館で行われる井岡一翔 VS 八重樫東のWBC・WBA王座統一戦の前座として橋本由貴子戦でプロデビューすることが発表されている。試合は1回KO勝利。この試合を観戦したフィリピン出身の元世界王者マルコム・ツニャカオも「世界王者候補」と称賛した。
第2戦は2012年9月16日、多田悦子VS柴田直子、安藤麻里VS宮尾綾香の女子ダブル世界戦の前座として岩川美花と対戦するも、判定負け。これがプロ唯一の黒星となった。
2013年2月9日、地元のアゼリア大正にてワッサナ・シットワンディと対戦、1回TKO勝利。
2013年3月3日、東京・後楽園ホールでの「G Legend 5」においてG Legend初代ミニフライ級チャンピオンシップを懸けて前の試合で小関桃が持つWBC女子世界アトム級王座に挑戦した花形冴美と対戦して判定勝利、初代王者となった。
2013年8月10日、アゼリア大正にて岩川美花とリマッチを行うが、引き分け。
2013年12月14日、アゼリア大正にて安藤麻里VSハセス・ノリエガのWBC世界戦の前座でスパ・ソーナロンと対戦、1回TKO勝利。
2014年5月17日、アゼリア大正にて安藤麻里VS黒木優子、池山直VSジョゼベル・パガデュアンのダブル世界戦の前座で世界前哨戦と銘打ちWIBA挑戦歴のあるノンブア・ルッププライアリーと対戦し、3-0判定勝利。

#### 世界王座獲得
2014年9月20日、宮尾綾香が持つWBA女子世界ライトミニマム級王座に指名挑戦者として挑んだグレッツェン・アバニエル相手にWBO女子世界ミニフライ級王座決定戦に挑戦（WBO女子アトム級の池山直 vs 秋田屋まさえとのダブル世界戦）。当初は山田真子の持つ王座に挑む予定だったが、山田が引退したため王座決定戦として行われることになった。試合は挑戦者に対して手数で上回り2-1の判定で世界タイトル獲得。

#### 世界王座初防衛
初防衛戦は2015年2月28日、池山直と王座を争ったジョゼベル・パガデュアンと対戦（WBO女子アトム級の池山 vs ノル・グロとのダブル世界戦）。1回に相手の頭が当たり負傷、引き分け防衛となった。

#### 2度目の防衛
2015年5月6日、大田区総合体育館にて行われたトリプル世界戦の一戦としてOPBF女子東洋太平洋フライ級王者江畑佳代子と対戦し、7回28秒、2-1（67-66、67-66、66-67）の負傷判定勝ちを収めWBO女子世界ミニフライ級王座の2度目の防衛を敵地で成功した。普段、前日計量は水着で挑むが、このときは減量苦のため計量用ジャージーを着用した。

#### 3度目の防衛
2015年11月11日、後楽園ホールにて、OPBF東洋太平洋アトム級王者神田桃子相手に3度目の防衛戦（WBOスーパーフライ級のダニエラ・ベルムデス vs 高野人母美とのWBO女子ダブル世界戦）。3-0の判定で防衛に成功。

#### 4度目の防衛
2016年9月21日、後楽園ホールにて江畑佳代子と再戦。2-1（96-94×2、94-96）の判定で4度目の防衛に成功。試合後に元柔道日本代表で格闘家の出花崇太郎との結婚を発表。

#### 引退
2016年12月13日、後楽園ホールでの「DANGAN Ladies vol.3」にて現役引退を表明し引退式も行われた。

### 引退後
2018年8月、長女を出産し、以降はしばらく専業主婦だった。
2020年7月、ABCジムのパーソナルトレーナーに転身していたことが報道された。ジムの会長にはプロ時代の師匠でもある松本憲亮が就任している。
2022年12月、バスの車内で女性の髪を触る痴漢行為を繰り返す男性を見つけ、その様子を携帯電話で撮影したうえで警察に通報し、女性の安全を守ったとして、2023年1月24日、警察から感謝状が贈られた。

## 戦績
- プロボクシング：12戦 9勝 3KO 1敗 2分

| 戦           | 日付           | 勝敗 | 時間    | 内容        | 対戦相手                     | 国籍       | 備考                                   |
| ------------ | -------------- | ---- | ------- | ----------- | ---------------------------- | ---------- | -------------------------------------- |
| 1            | 2012年6月20日  | ☆    | 1R 1:45 | KO          | 橋本由貴子(陽光アダチ)       | 日本       | プロデビュー戦                         |
| 2            | 2012年9月16日  | ★    | 4R      | 判定        | 岩川美花(井岡)               | 日本       |                                        |
| 2            | 2013年2月9日   | ☆    | 1R 0:29 | TKO         | ワッサナ・シットワンディ     | タイ       |                                        |
| 4            | 2013年3月3日   | ☆    | 6R      | 判定        | 花形冴美(花形)               | 日本       | G Legendミニフライ級チャンピオンシップ |
| 5            | 2013年8月10日  | △    | 6R      | 判定        | 岩川美花(井岡)               | 日本       |                                        |
| 6            | 2013年12月14日 | ☆    | 1R 1:48 | TKO         | スパ・ソーナロン             | タイ       |                                        |
| 7            | 2014年5月17日  | ☆    | 8R      | 判定        | ノンブア・ルッププライアリー | タイ       |                                        |
| 8            | 2014年9月20日  | ☆    | 10R     | 判定        | グレッツェン・アバニエル     | フィリピン | WBO女子世界ミニフライ級王座決定戦      |
| 9            | 2015年2月28日  | △    | 1R      | 負傷        | ジョゼベル・パガデュアン     | フィリピン | WBO防衛1                               |
| 10           | 2015年5月9日   | ☆    | 7R 0:28 | 負傷判定2-1 | 江畑佳代子(ワタナベ)         | 日本       | WBO防衛2                               |
| 11           | 2015年11月11日 | ☆    | 10R     | 判定        | 神田桃子(勝又)               | 日本       | WBO防衛3                               |
| 12           | 2016年9月21日  | ☆    | 10R     | 判定        | 江畑佳代子(ワタナベ)         | 日本       | WBO防衛4→返上                          |
| テンプレート |                |      |         |             |                              |            |                                        |

## 獲得タイトル

### アマチュア
- 第6回全日本女子アマチュアボクシング大会ライトフライ級2優勝

### プロ
- 初代G Legendミニフライ級王座
- 第5代WBO女子世界ミニフライ級王座（防衛4）

## 受賞歴
- 京都府スポーツ特別奨励賞[32]
- WBO10月度月間最優秀選手[33]